# Амартија Сен
Амартија Кумар Сен (бенг. অমর্ত্য সেন; 3. новембар 1933) је индијски економиста. Током свог живота Сен је проучавао појам економике благостања за шта је добио Нобелову награду за економију 1998. године. Такође се бавио истраживањем социјалне правде.